# Convención de Caracas
La Convención de Caracas sobre Asilo Diplomático es un convenio internacional firmado en 1954 y que establece que el país que ofrece asilo puede solicitar la salida segura del asilado hacia un tercer país y que el país de origen está obligado a conceder el salvoconducto requerido salvo en casos de «fuerza mayor».